# El Pont de Waterloo
El Pont de Waterloo és un quadre de Claude Monet que es troba al Museu Ermitage de Sant Petersburg. Creat el 1903, representa el pont de Waterloo de Londres en un dia de tanta boira que el Tàmesi es fon amb el cel ple de fum per les xemeneies altes i el pont és a penes visible. Monet, que va fer diverses visites a Londres en el canvi de segle, pinta aquesta pintura, igual que desenes d'altres a Londres, al seu retorn, al seu estudi. Aquest és el pont vell de Waterloo, perquè el que va pintar Monet va ser destruït durant la Segona Guerra Mundial. L'actual pont de Waterloo va ser construït després de la guerra. El quadre va ser pintat des de l'Hotel Savoy de la capital britànica.
El quadre és datat i signat a baix a la dreta.